# Hyacinthe Jadin
Hyacinthe Jadin, född 27 april 1776 i Versailles, död 27 september 1800 i Paris, var en fransk pianist och tonsättare. Han var son till Jean-Baptiste Jadin samt bror till Louis Emmanuel och Georges Jadin.

## Biografi
Hyacinthe Jadin föddes 1776. Han var broder till Louis Emmanuel Jadin och Georges Jadin. Jadin var klaverspelare och professor vid Pariskonservatoriet, komponerade klaverkonserter, stråkkvartetter, trior och sonater med mera.